# Mark Shannon
Mark Shannon, znany również jako Mark Shanon, właściwie Manlio Cersosimo (ur. 30 listopada 1939 w Rzymie, zm. 11 maja 2018 w Manziani) – włoski aktor filmów pornograficznych.

## Życiorys
Urodził się w Rzymie, w regionie Lacjum, we Włoszech jako syn sędziego śledczego Vincenzo Cersosimo. W 1961 związał się z Miss Włoch Anną Vincenzini, którą poślubił dwa lata później. 
Pracę w świecie filmu rozpoczął na początku lat 60. XX wieku dzięki pomocy swego wuja Rino Merolle. Debiutował rolą marynarza w filmie Wino, whisky i słona woda (Vino, whisky e acqua salata, 1963). Pracował w sektorze bankowym i jako właściciel restauracji w Brazylii. Otrzymał kilka propozycji w filmach, m.in. Motel sekretny (Motel Confidential, 1969).
W 1979 przyjął propozycję od reżysera Joe D’Amato do wzięcia udziału w pierwszym włoskim filmie hardcore Czarny sex (Orgasmo nero). Film ukazał się dwa lata później. Po tym doświadczeniu, wziął udział w około trzydziestu filmach pornograficznych, pod pseudonimem wybranym od nazwiska bohatera powieści Fredericka Forsytha (Psy wojny), m.in. Mordercy porno (The Porno Killers, 1980) z Carmen Russo, Valentina, dziewczyna w ogniu (Valentina, ragazza in calore, 1981) z Moaną Pozzi i Absurd (1981). Odszedł na emeryturę w 1983, z wyjątkiem krótkiego pojawienia się jako kowboj w jednym z wielu filmów Joe D'Amato Najlepszy model (Elf Tage, elf Nächte 2, 1988).
Pracował dla biznesu turystycznego w Tanzanii (1984-1988) i na Seszelach. Potem kontynuował pracę w swoim rodzinnym mieście. 
Występował w telewizji, był klucznikiem w telenoweli Czar (Incantesimo, 1998), gdzie po raz pierwszy wystąpił pod swoim prawdziwym nazwiskiem.
Zmarł 11 maja 2018 w Manziana, w regionie Lacjum, w prowincji Rzym, w wieku 78 lat z powodu nowotworu.

## Wybrana filmografia
- 1963: Wino, whisky i słona woda (Vino, whisky e acqua salata)
- 1969: Motel sekretny (Motel Confidential) jako Stanley Buddington III
- 1979: Czarny sex (Orgasmo nero) jako mężczyzna w fantazji Haini
- 1980: Le notti erotiche dei morti viventi jako John Wilson
- 1980: Mordercy porno (Le porno killers) jako człowiek z wąsami i tatuażem
- 1981: Valentina, dziewczyna w ogniu (Valentina, ragazza in calore) jako mąż
- 1982: Kaligula jako Marius
- 1983: Margot, la pupa della villa accanto
- 1988: Najlepszy model (Elf Tage, elf Nächte 2) jako kowboj